# Base aérienne de Voznessensk
La base aérienne de Voznessensk (en ukrainien : Вознесенськ (авіабаза)) est une base aérienne (code OACI : UKOW) situé à Voznessensk en Ukraine.

## Historique
En 1947 c'est la base de la 115e division d'aviation de la Garde. Avec la dislocation de l'Union soviétique la base de la 5e armée de l'air est restituée à l'Ukraine ; le 642e régiment d'aviation de chasse qui relevait de l'Ukraine y est basé puis dissous en 2003.
La base est utilisée pour des entraînements aériens et des essais d'armes.

### Situation
| Berdiansk Oujhorod Brody Ouman Kanatove Konotop Djankoï Tchouhouïv Kryvyï Rih Donetsk Sébastopol DniproVesseloïeBaheroveHorodokChersonèseGvardeïskoïeKatchaIvano-Frankivsk Izmaïl JovtneveJytomyr Koulbakino Kharkiv · Charcovie Khmelnytskyï Kherson KrementchoukKiev/Kyïv · Jouliany Kiev/Kyïv · Boryspil Kryvyï Rih Kolomya Loutsk Louhansk LvivMarioupol Mykolaïv Myrhorod Nijyn Odessa Poltava Rivne Sambir Simferopol Starokostiantyniv Tchernivtsi Vinnytsia Zaporijjia |